# Hohenfelde (Steinburg)
Hohenfelde település Németországban, Schleswig-Holstein tartományban. Lakosainak száma 902 fő (2023. december 31.).
A településhez tartozik Niederreihe, Dauenhof, Glindesmoor, Glindhof, Espe, Halenbrook, Helle, Hörn, Kirchmoor, Oberreihe, Taterbusch, Uhlenflucht és Wisch.

## Galéria

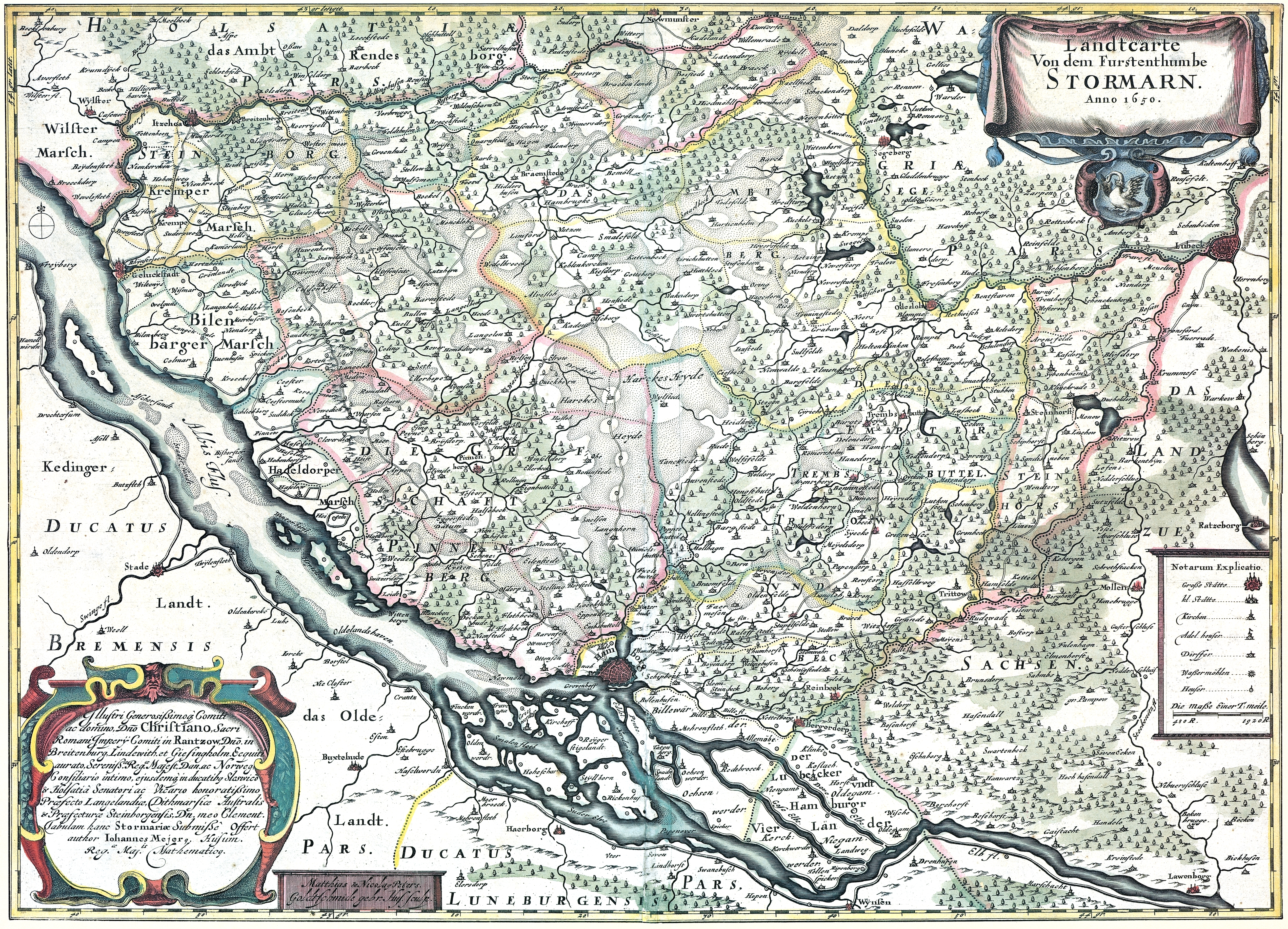
„Hohenfelde“ 1650
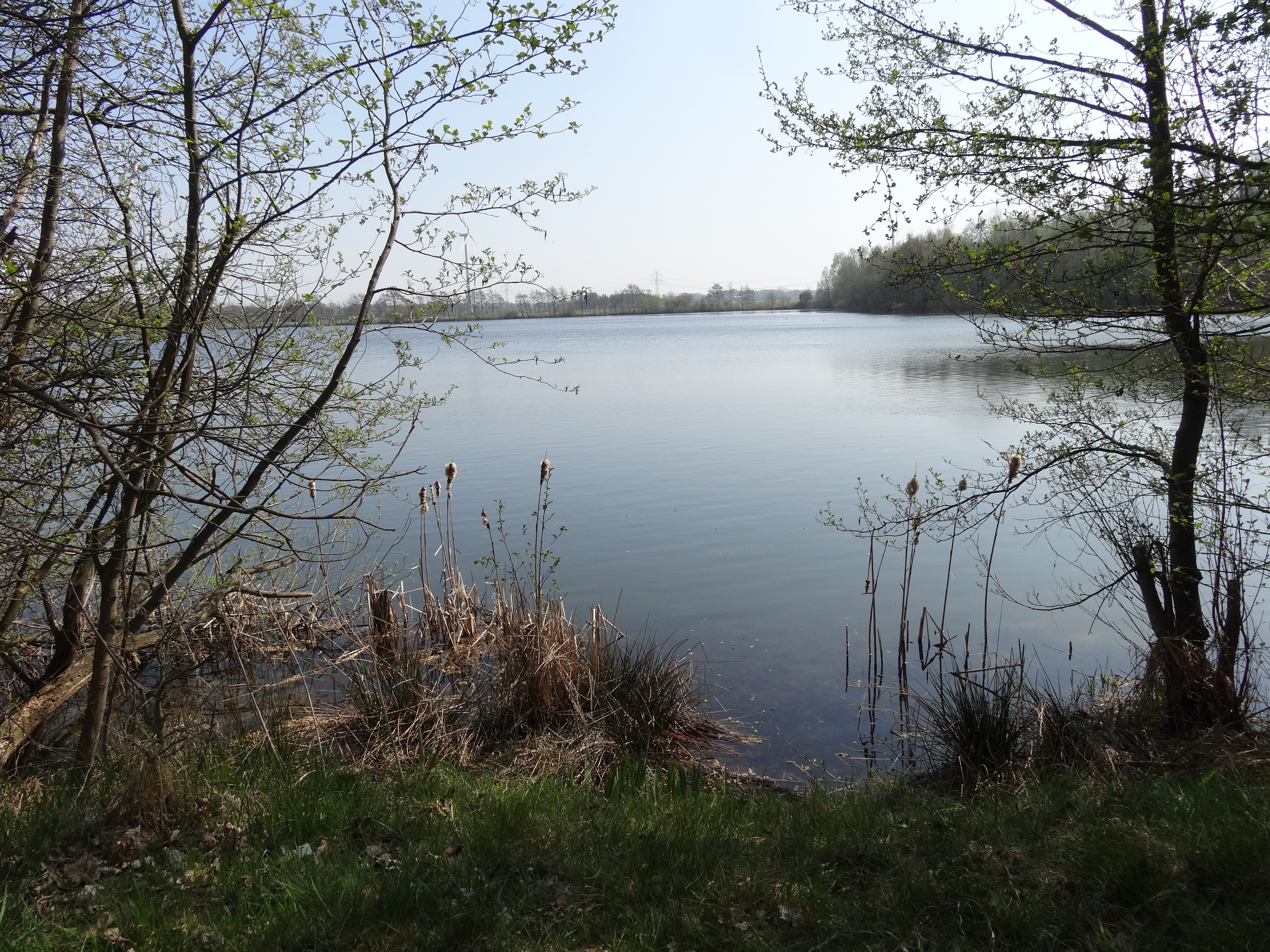
Baggersee Hohenfelde
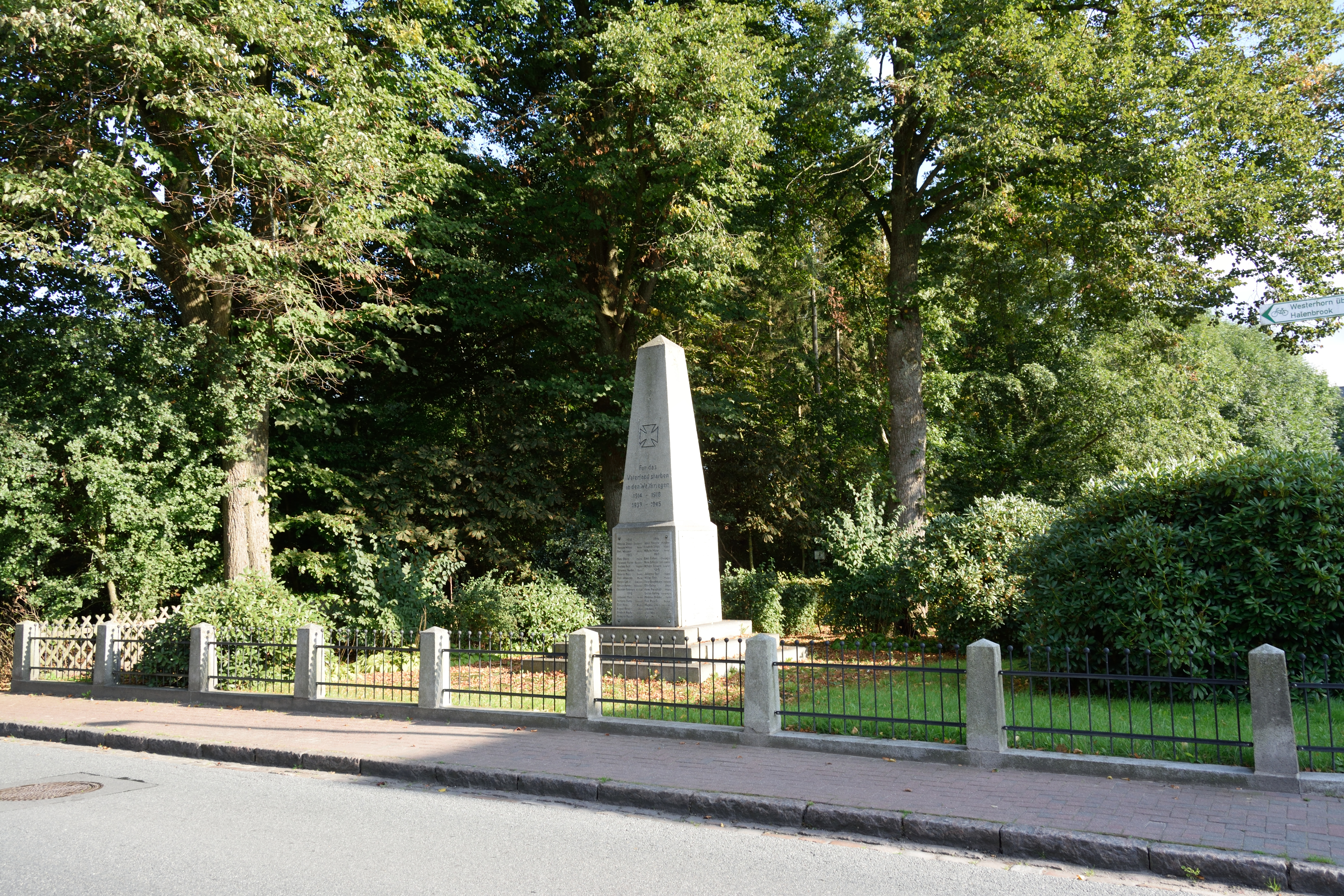
Ehrenmal für Gefallene beider Weltkriege

## Népesség
A település népességének változása:
| Lakosok száma | 929  | 894  | 872  | 886  | 890  | 902  |
|               | 1975 | 2017 | 2019 | 2021 | 2022 | 2023 |